# Amàlia Lafuente Flo
Amàlia Lafuente Flo (Barcelona, 1952 - 17 de juliol de 2022) va ser catedràtica de Farmacologia de la Universitat de Barcelona i també investigadora de l'Institut d'Investigacions Biomèdica de Barcelona IDIBAPS i del CIBER de Malalties Mentals (CIBERSAM). Era responsable de la unitat de farmacologia de la facultat de Medicina (Clínic-UB), directora del departament de fonaments clínics i coordinadora de l'àrea de genètica del grup d'esquizofrènia de l'Hospital Clínic (GEC).

## Carrera professional
Doctora en Medicina i Cirurgia, el 1995 treballà a la Universitat de Califòrnia (Berkeley) com a investigadora. A més a més, era col·laboradora estable amb el grup de farmacologia de la Universitat Johns Hopkins (School of Public Health) i també amb el grup de psiquiatria molecular de la Universitat de Nevada (Reno).
La carrera com a investigadora de Lafuente estava orientada cap a la identificació de noves dianes terapèutiques i altres marcadors perifèrics que són de gran ajuda en el diagnòstic de determinades malalties. Així, l'objectiu n'és el de realitzar teràpies personalitzades i, per tant, més efectives per als pacients. Alhora, Lafuente, també dedicava esforços en estudiar les relacions que l'esquizofrènia i altres trastorns relacionats poden tenir amb la medicació.
Va ser investigadora principal en una cinquantena de projectes centrats en farmacologia i farmacogenètica. En el seu perfil d'investigadora, va publicar més d'un centenar de publicacions d'àmbit internacional i va dirigir una desena de tesis doctorals.
En la seva vessant de divulgadora, va col·laborar en la publicació col·lectiva Científics Lletraferits (2014), i també va publicar diverses novel·les científiques de ficció com ara Codi genètic (Proa, 2009), una novel·la sobre la investigació genètica en un laboratori, i Teràpia de risc (Proa, 2013), un thriller sobre teràpies d'antienvelliment.

### Premis literaris
- 2004: Premi de guió al Certamen de l'Escola de l'Ateneu Barcelonès.
- 2006: [Finalista] Premi Narrativa Breu Districte V.
- 2009: XXII Premi Països Catalans Solstici d'Estiu, també conegut com Premis Literaris Ciutat de Badalona, per la seva novel·la Codi genètic.
- XVI Premi Literari Ciutat de Badalona de Narrativa.

### Premis científics
- 2006: Premi Internacional Hipòcrates d'Investigació Mèdica sobre nutrició humana.[11][12]
- 2015: Premi Nacional en Farmacologia (XIV edició).[13][14][15]